# Grgur VI.
Grgur VI. rođen kao Johannes Gratianus, kum dječaka pape Benedikta IX., bio je papa od 1045. do 1046. godine. 
Njegov pontifikat je obilježilo kupovanje pontifikata od Benedikta IX. kojega su roditelji nagovorili na papinstvo iako je imao manje od 20 godina i imao ženidbu u vidu. Isprva podržavan ubrzo se našao u nemilosti rimskog plemstva koje je na njegovo mjesto postavilo protupapu Silvestra III. (1045.). 
Grgur VI. je prisilio Silvestra III. da odstupi, ali se našao s ponovnim zahtjevom za papinstvom Benedikta IX. kojem je u međuvremenu propao plan za ženidbu. Iako mu je u težnji za ostankom na funkciji pomogao njegov kapelan Hildebrand (kasnije papa Grgur VII.) bio je primoran tražiti carsku pomoć. Car Svetog Rimskog Carstva Henrik III. je došao u jesen 1046. i na koncilu u Sutri je odlučio kako papinstvo ne može prepustiti niti jednom od triju pretendenata. Papa Grgur VI., optužen za simoniju, morao prepustiti papinstvo njemačkom biskupu Bamberga Suidgeru koji je uzeo ime Klement II. (1046. – 1047.). Nedugo nakon toga otišao je u Njemačku gdje je sljedeće godine i preminuo.